# بیمارستان دانشگاه کانزاس

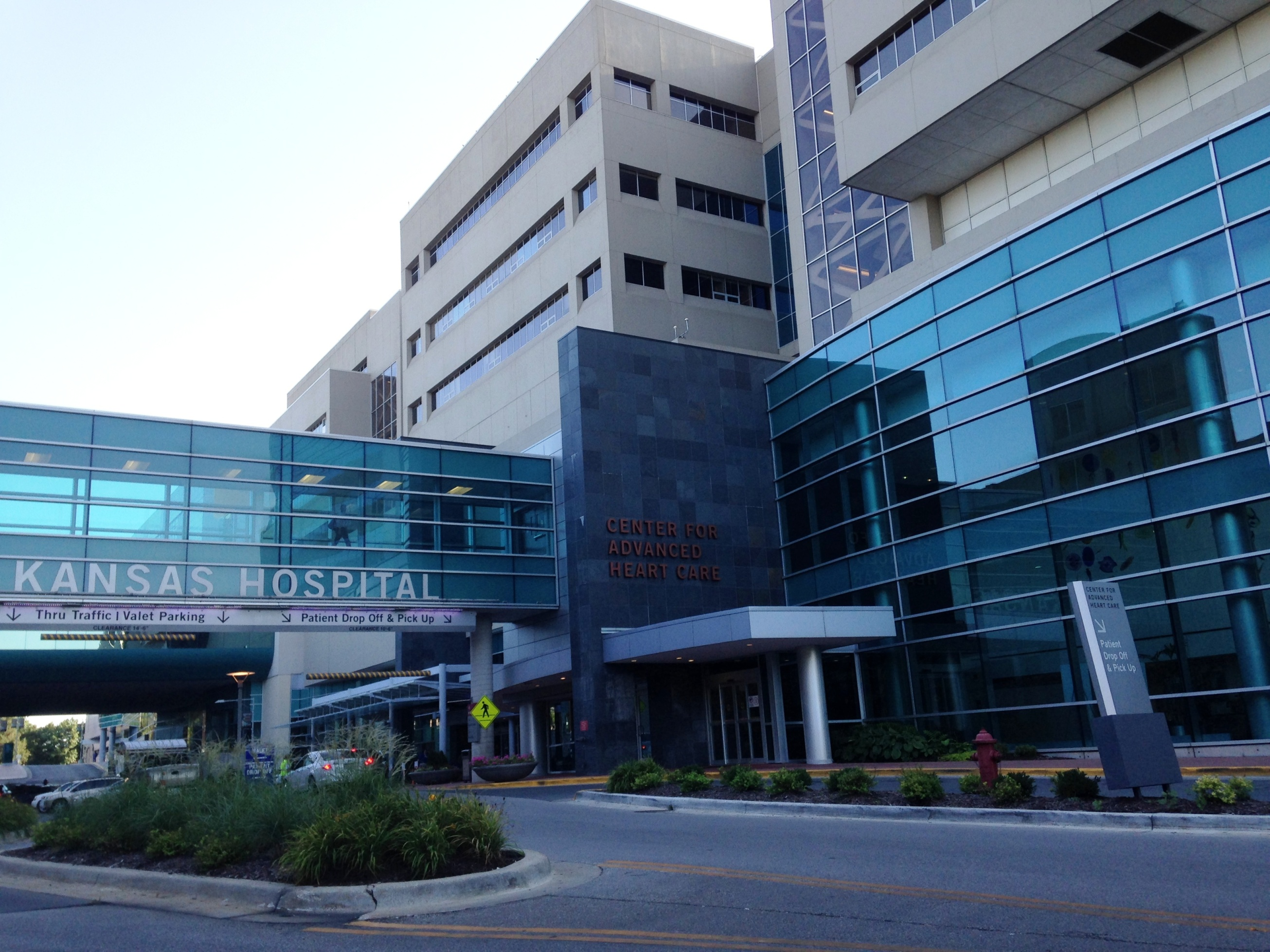

بیمارستان دانشگاه کانزاس (University of Kansas Hospital) نام یک مرکز درمانی بزرگ شهر کانزاس سیتی، کانزاس است.
این بیمارستان ۵۷۰ تختخوابی در سال ۱۲۸۵ هجری شمسی (۱۹۰۶ میلادی) تأسیس گشت و در شمالغرب کانتری کلاب پلازا قرار دارد.
این بیمارستان ممتاز یک بیمارستان آموزشیست که متعلق به دانشگاه کانزاس است.

## References
1. ↑  http://www.kumed.com/about-us/hospital-accomplishments/national-awards/best-hospital-rankings

## External links
- وبگاه رسمی